# Astragalus hamiltonii
Astragalus hamiltonii är en ärtväxtart som beskrevs av C.L.Porter. Astragalus hamiltonii ingår i släktet vedlar, och familjen ärtväxter. Inga underarter finns listade i Catalogue of Life.